# Alam Shah
Alam Shah, död 1478, var regerande sultan av Delhi mellan 1445 och 1451.